# Est-ce que tu viens pour les vacances ?
Singles de David et Jonathan
Gina
(1987) Cœur de gosse
(1988)
Est-ce que tu viens pour les vacances ? est une chanson du duo français David et Jonathan. Elle est écrite par Didier Barbelivien et Pascal Auriat, sur une musique du membre du duo David Gategno. La chanson sort en mai 1988 en tant que troisième single de leur premier album Cœur de gosse.
La chanson connaît le succès en France, se classant à la troisième place du Top 50 et devenant ainsi un tube de l'été en 1988. Elle est certifiée disque d'or par le Syndicat national de l'édition phonographique pour plus de 500 000 exemplaires vendus. Elle atteint également le top 10 de l'Eurochart Hot 100. C'est le deuxième plus grand succès du duo, après Bella vita.

## Contexte et clip vidéo
Les paroles sont co-signées Didier Barbelivien, qui avait déjà écrit le single précédent du duo, Gina. La phrase « un crocodile sur ton blouson » est considérée comme une référence indirecte à la marque Lacoste.
Le clip de Est-ce que tu viens pour les vacances ? a été tourné sur la plage d'Hammamet, en Tunisie, et montre le duo jouant du piano et vivant un amour d'été avec des filles sur une plage ensoleillée. Alors qu'il est parfois considéré comme « kitsch », Jonathan Bermudes, membre du duo, estime que le clip « était dans le style de l'époque. Et [qu'il] reste dans la mémoire de toute une génération ».
Est-ce que tu viens pour les vacances ? est par la suite notamment parodié par Les Nuls sous le titre Qu'est-ce que tu vends pour les vacances ?, avec les acteurs Alain Chabat et Dominique Farrugia dans les rôles de David et Jonathan,.
En 2013, David Gategno affirme que la chanson génère alors des redevances à hauteur du montant de 5 000 euros par an.

## Accueil commercial
En France, Est-ce que tu viens pour les vacances ? débute à la 44e place du Top 50 le 25 juin 1988, est entré dans le top 10 à sa cinquième semaine où il est resté dix semaines ; il a atteint la troisième place pendant cinq semaines non consécutives, ne parvenant pas à devancer Nuit de folie de Début de soirée et Un roman d'amitié d'Elsa et Glenn Medeiros ; puis il a chuté du Top 50 directement à partir de la 27e place après vingt semaines de présence. Il a obtenu un disque d'or, remis par le Syndicat national de l'édition phonographique.
Dans l'Eurochart Hot 100, il a débuté à la 85e place le 16 juillet 1988 et atteint un pic à la 9e place au cours de sa septième semaine. Il reste dans le classement pendant 19 semaines au total, dont neuf parmi les vingt premières places.

## Liste des titres
| A. | Est-ce que tu viens pour les vacances ? | 4:15 |
| B. | On ira                                  | 3:47 |

| A. | Est-ce que tu viens pour les vacances ? (version longue) | 6:49 |
| B. | On ira                                                   | 3:47 |

La face B On ira est la version française de In My Heart, qui est apparue auparavant en face B du single Bella vita. Au Canada, c'est le titre Où va l'amour ami ? qui apparaît en face B.

## Crédits
- David Marouani – chant, composition
- Jonathan Bermudes – chant
- Didier Barbelivien – paroles
- Pascal Auriat – paroles, production
- Bernard Estardy – arrangements
- Claude Caudron – conception de la pochette
- François Darmigny – photographie

Enregistrement au studio CBE à Paris.

## Classements et certifications
| Classement (1988)             | Meilleure position |
| ----------------------------- | ------------------ |
| Europe (Eurochart Hot 100)    | 9                  |
| France (SNEP)                 | 3                  |
| France (Radios périphériques) | 18                 |

| Classement (1988)          | Position |
| -------------------------- | -------- |
| Europe (Eurochart Hot 100) | 52       |
| France (SNEP)              | 13       |

### Certification
| Pays                                                             | Certification | Ventes certifiées |
| ---------------------------------------------------------------- | ------------- | ----------------- |
| France (SNEP)                                                    | Or            | 500 000*          |
| *Ventes selon la certification xNon précisé par la certification |               |                   |

## Historique de sortie
| Pays   | Date | Format                     | Label         |
| ------ | ---- | -------------------------- | ------------- |
| France | 1988 | - 45 tours - maxi 45 tours | Sefra         |
| Canada | 1988 | 45 tours                   | Charles Talar |